# Боротьба за спадок
Боротьба за спадок (англ. The Estate) — американська комедія 2022 року. Режисером та сценаристом є Дін Крейг. Тоні Коллетт і Анна Феріс грають ролі сестер, які намагаються вислужитися перед тіткою, щоб успадкувати частину її статку по її смерті.
У США прем'єра відбулася 4 листопада 2022, у прокаті в Україні — 21 вересня 2023 р.

## Сюжет
Сестри Мейсі та Саванна ледь зводять кінці з кінцями. У них спільний бізнес і вони дуже хотіли б, аби фінансові справи йшли краще. Їм стає відомо, що тітка Гільда, яку вся рідня ненавидить та уникає через її нестерпний характер, невиліковно хвора. Сестри змовляються отримати прихильність своєї вмираючої тітки, в надії успадкувати частину її величезного статку. Сестри вирушають у гості та з'ясовують, що спадок від тітки хочуть отримати ще кілька їх двоюрідних братів та сестер. Усі вони намагаються догодити хворій тітці. Одночасно з цим жадібні родичі хочуть позбутися конкурентів. Допоки кузени кружляють у вихорі турботи про тітку, вона зовсім не планує помирати.

## В ролях
- Тоні Коллетт в ролі Мейсі
- Анна Феріс — Саванна
- Девід Духовни в ролі Річарда
- Розмарі Де Вітт — Беатріс
- Кетлін Тернер у ролі тітки Хільди
- Рон Лівінгстон в ролі Джеймса
- Кейла Монтерросо Мехіа — Еллен
- Денні Вінсон у ролі Білла

## Виробництво
У грудні 2021 року Signature і Capstone оголосили, що Дін Крейг написав сценарій та зрежисує фільм, а головні ролі зіграють Тоні Коллетт та Анна Феріс. У наступні місяці до акторського складу долучилися Кетлін Тернер, Розмарі ДеВітт, Кейла Монтерросо Мехіа, Девід Духовни та Рон Лівінгстон .
Зйомки проходили в Новому Орлеані з лютого по березень 2022 року. Бюджет стрічки склав $10,5 млн.

## Реліз
Компанія Signature випустила фільм в обмежений прокат 4 листопада 2022 року. Він вийшов на DVD 10 січня 2023 року.